# Hans Adam von Schöning
Hans Adam von Schoening (né le 1er octobre 1641 à Tamsel près de Küstrin et mort le 28 août 1696 à Dresde) est un maréchal de campagne brandebourgeois et saxon.

## Biographie
Il est issu de la famille noble de Poméranie von Schöning et est le fils de Hans Adam von Schöning (mort en 1665) et de sa femme Marianne von Schapelow (de) (morte en 1664).
Après des études à Wittemberg et à Strasbourg de 1657 à 1660, Schöning, après avoir passé cinq ans à voyager en Europe occidentale et méridionale, entre au service du Grand Électeur de Brandebourg en 1665 comme conseiller de légation, puis comme officier. Il se distingue dans la guerre contre la Suède de 1675 à 1679, en particulier dans la conquête de Stettin, Rügen et Stralsund et dans la chasse à travers la lagune de Courlande (de), d'où il poursuit les Suédois jusqu'aux portes de Riga après la bataille de Telschi (de), à tel point qu'il devient major-général dès 1677 et en 1684 lieutenant-général, gouverneur de Berlin et colonel des Gardes du Corps. En 1685, il est nommé véritable conseiller privé d'État et de guerre. Sa retraite prématurée lors de la chasse sur la lagune de Courlande le 12 février 1679 provoque une polémique dans le corps des officiers prussiens, mais reste sans conséquences du fait de ses autres réalisations. Jusqu'au XVIIIe siècle, cependant, la moquerie de la manœuvre de Schönsen (de) persiste dans le corps des officiers prussiens.
Il commande les troupes auxiliaires de 8 000 hommes que l'électeur envoie à l'aide de l'empereur contre les Turcs et participe à la prise d'assaut d'Ofen (l'actuelle Budapest) en 1686. Il ramène deux femmes ottomanes capturées des campagnes contre les Turcs, qu'il offre en cadeau aux nobles prussiens.
En 1688-1689, il dirige les troupes brandebourgeoises contre les Français sur le Bas-Rhin en tant que lieutenant maréchal au début de la guerre de la Ligue d'Augsbourg. Le 12 mars 1689, il remporte la bataille d'Uerdingen (de). Révoqué de son commandement au siège de Bonn en septembre 1689 à la suite d'un différend avec le général von Barfus (de), il est libéré du service militaire brandebourgeois en 1690. Il entre ensuite au service de l'électorat de Saxe et est nommé en 1691 par l'électeur Jean-Georges III de Saxe. Nommé maréchal et conseiller de guerre. En 1692, il est arrêté lors d'un séjour thermal à Teplitz sur ordre de l'empereur et conduit au Spielberg, car on l'accuse de négociations traîtres avec les Français.. Il ne sera libéré qu'en 1694. Sa santé est tellement affaiblie par l'emprisonnement qu'il ne peut exercer que brièvement la fonction de chef du corps des corps des cadets nobles à Dresde, où il décède à l'âge de 55 ans.

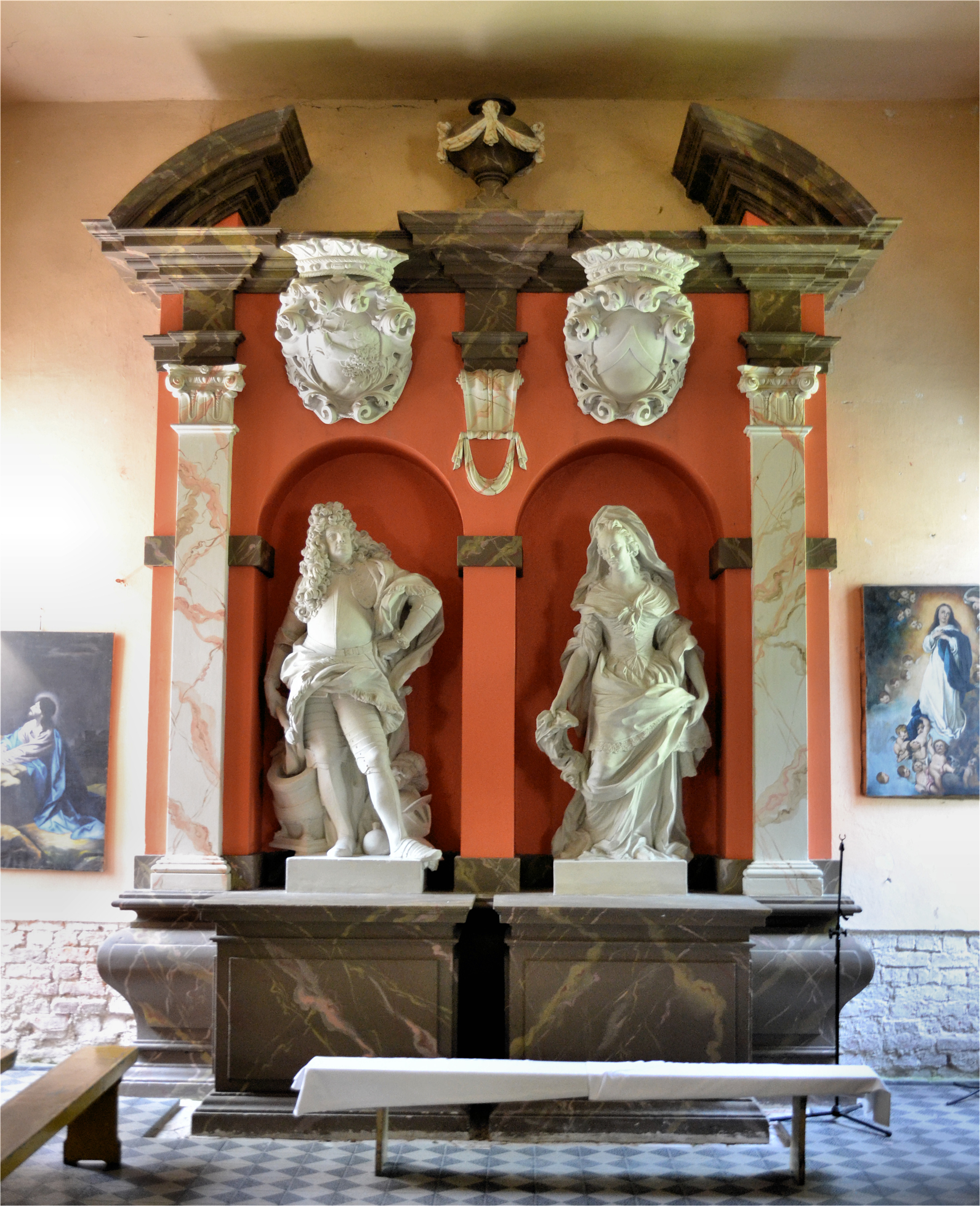
Double épitaphe pour Hans Adam von Schöning et sa femme dans l'église de Tamsel

Il trouve sa dernière demeure dans l'église du village de Tamsel, où une double épitaphe avec sa femme, œuvre du sculpteur saxon George Heermann (de), est érigée en son honneur. Tout comme la magnifique tombe de son troisième fils et héritier, Johann Ludwig, elle a traversé les époques et fait aujourd'hui partie des curiosités de la ville.
Dans le "Türkenkriegsviertel" à Berlin-Wedding, la Schöningstrasse porte son nom.

## Mariage et progéniture
Hans Adam von Schöning est marié depuis 1668 à Johanna Margarethe Luise von Pöllnitz (de) (1641-1698), fille unique du général de division électoral du Brandebourg, chambellan et gouverneur de Lippstadt, Johann Ernst von Pöllnitz (de). Cinq de leurs douze enfants sont morts en bas âge. Atteint l'âge adulte :
- Bogislas (né le 14 octobre 1669 et mort le 23 mai 1693), lieutenant-colonel des Gardes du Corps saxons
- Luise (née le 3 mars 1671 et morte en 1709), mariée avec :
  - Erasmus Conrad von Carnitz (de) (1658-1689)
  - Johann Georg von Rechenberg (de) auf Eythra (1660–1729), envoyé saxon à Hanovre, fils de Johann Georg von Rechenberg (de) (scandale Wolf Dietrich von Beichlingen (de))

- Charlotte Catharina (née le 3 avril 1674 et morte le 2 février 1735) mariée le 15 mars 1693 avec Hieronymus August von der Asseburg (de) (né le 9 mai 1664 et mort le 19 décembre 1717)
- Johann Ludwig (né le 25 décembre 1675 et mort le 29 octobre 1713), colonel saxon, héritier des biens de son père, marié :
  - en 1699 avec la comtesse Juliane Charlotte von Dönhoff (1682-1733), fille du comte Friedrich von Dönhoff
  - Louise-Éléonore (1708–1784), héritière de Tamsel mariée le 25 mai 1723 avec Adam Friedrich von Wreech (de) (1689–1746)

- Carl (né le 2 mai 1679), chanoine de Halberstadt
- Dorothée Henriette (née le 1er août 1682 et morte le 15 mai 1714) mariée le 5 juin 1698 Busso von Hagen (de) auf Biendorf (de) (né le 15 août 1665 et mort le 18 décembre 1734)
- Sophie Wilhelmine (née le 18 mai 1686 et morte le 17 novembre 1730), mariée avec :
  - le comte Adam Ludwig von Blumenthal (1666–1704)
  - Sigmund von Erlach (de) (1671–1722)